# 西川町
西川町（日语：／ Nishikawa machi */?）是位於日本山形縣中部的町。西部地區的月山等山岳位於磐梯朝日國立公園的範圍內，寒河江川流經城鎮中心並往東注入最上川，當地人口則多集中在寒河江川與國道112號沿線。西川町在中世紀作為參拜出羽三山沿路的宿場町而逐漸繁榮。

## 地理
西川町境內約90.5%的面積被森林覆蓋，周圍則被位於磐梯朝日國立公園內的朝日連峰與月山包圍。當地在氣候上屬於日本海側氣候。中心地區的積雪深度為1.5至2公尺，山區的積雪量則可達4至6公尺，全境被指定為特別豪雪地帶。

## 歷史
西川町自古時便有人類在此生活，境內曾發掘出舊石器時代的文物。當地在中世紀作為參拜出羽三山的主要道路-六十里越街道沿線的宿場町而開始發展。1954年（昭和29年）10月1日 ，川土居村、西山村、本道寺村與大井澤村合併成現今的西川町。

## 交通

### 道路
- 高速公路
  - 山形自動車道
- 一般國道
  - 國道112號